# イラセマポリス
イラセマポリス（Iracemápolis）は、ブラジルサンパウロ州にある自治体。人口は24,614人。（2020年推定）面積は115.1km2 。標高は608メートル。
エラーノ・ラルフ・ブルメルの出身地として知られる。